# Мала Кавендра
Мала Каве́ндра (рос. Малая Кавендра) — село складі Наровчатського району Пензенської області, Росія.
Населення — 66 осіб (2010; 79 у 2002).
Національний склад станом на 2002 рік:
- росіяни — 94 %